# Fondation Alfred-Toepfer
La Fondation Alfred-Toepfer (en allemand Alfred Toepfer Stiftung F. V. S.) est une fondation allemande créée en à Hambourg par Alfred Toepfer, en 1931. La fondation a pour objectif de promouvoir l'unification européenne, et de garantir la diversité culturelle et la compréhension entre les différents pays constitutifs de l'Europe. Les initiales FSV se réfèrent au réformateur prussien Freiherr von Stein.

## Prix remis
La fondation remet chaque année plusieurs types de prix, dont notamment :
- Le prix Shakespeare, remis chaque année, afin de récompenser des écrits ou une prestation d'un citoyen britannique.
- Le prix Robert-Schuman pour l'unité européenne, remis chaque année, est décerné en mémoire de l'ancien premier ministre français Robert Schuman.
- Le prix Herder.